# Hypercourt
Hypercourt község Franciaország Hauts-de-France régiójában, Somme megyében. Új községként 2017. január 1-jén jött létre Pertain, Hyencourt-le-Grand és Omiécourt korábbi községek egyesítésével. Lakosainak száma 686 fő (2022. január 1.).

## Népesség
| Lakosok száma | 716  | 731  | 732  | 723  | 715  | 695  | 686  |
|               | 2015 | 2017 | 2018 | 2019 | 2020 | 2021 | 2022 |